# Euptychia nerita
Euptychia nerita is een vlinder uit de onderfamilie Satyrinae van de familie Nymphalidae. De wetenschappelijke naam van de soort is voor het eerst geldig gepubliceerd in 1881 door Jean-Baptiste Capronnier.